# Júnior Alonso
Júnior Osmar Ignacio Alonso Mujica (9 lutego 1993 w Asunción) – piłkarz paragwajski grający na pozycji środkowego obrońcy w brazylijskim klubie Atlético Mineiro.

## Kariera klubowa
Júnior Alonso piłkarską karierę rozpoczął w stołecznym klubie Cerro Porteño. W Primera División zadebiutował w 2013.
26 stycznia 2017 roku podpisał 4,5–letni kontrakt z pierwszoligowym Lille OSC. W 2018 był wypożyczony do Celty Vigo, a w latach 2019-2020 do CA Boca Juniors. W latach 2020–2021 grał w Clube Atlético Mineiro. W styczniu 2022 został piłkarzem FK Krasnodar.
| Sezon   | Klub                   | Kraj      | Rozgrywki                     | Mecze | Bramki | Rozgrywki Europy | Mecze | Bramki |
| ------- | ---------------------- | --------- | ----------------------------- | ----- | ------ | ---------------- | ----- | ------ |
| 2013    | Cerro Porteño          | Paragwaj  | Primera División              | 31    | 1      | -                | -     | -      |
| 2014    | Cerro Porteño          | Paragwaj  | Primera División              | 30    | 2      | -                | -     | -      |
| 2015    | Cerro Porteño          | Paragwaj  | Primera División              | 42    | 4      | -                | -     | -      |
| 2016    | Cerro Porteño          | Paragwaj  | Primera División              | 32    | 4      | -                | -     | -      |
| 2016/17 | Lille OSC              | Francja   | Ligue 1                       | 12    | 0      | -                | -     | -      |
| 2017/18 | Lille OSC              | Francja   | Ligue 1                       | 34    | 2      | -                | -     | -      |
| 2018/19 | Celta Vigo             | Hiszpania | Primera División              | 9     | 0      | -                | -     | -      |
| 2018/19 | CA Boca Juniors        | Argentyna | Primera División              | 7     | 0      | -                | -     | -      |
| 2019/20 | CA Boca Juniors        | Argentyna | Primera División              | 14    | 0      | -                | -     | -      |
| 2020    | Clube Atlético Mineiro | Brazylia  | Campeonato Brasileiro Série A | 32    | 0      | -                | -     | -      |
| 2021    | Clube Atlético Mineiro | Brazylia  | Campeonato Brasileiro Série A | 22    | 1      | -                | -     | -      |

Stan na: 26 stycznia 2022 r.

## Kariera reprezentacyjna
Alonso został powołany do reprezentacji Paragwaju.